# Ахерн, Патрик Бартоломью
Патрик Бартоломью Ахе́рн (ирл. Pádraig Parthalán Ó hEachthairn, англ. Patrick Bartholomew Ahern) (более известен как Бе́рти Ахе́рн, англ. Bertie Ahern; род. 12 сентября 1951, Дублин) — ирландский политический деятель. Премьер-министр Ирландии с июня 1997 до мая 2008.

## Биография
Родился в Дублине 12 сентября 1951 г. в семье активистов движения за независимость Ирландии. В возрасте 17 лет вступил в Фианна Файл. В 1977 г. впервые избран в Парламент. В 1986—1987 — лорд-мэр Дублина. В 1987—1991 гг. — министр труда. В 1991—1994 гг. — министр финансов. В этот период заслужил репутацию умелого переговорщика при формировании различных правительственных коалиций.
В конце 1994 г., после отставки республиканского правительства Альберта Рейнольдса, избран главой Фианна Файл и стал лидером оппозиции. После победы на выборах 1997 г. Фианна Файл совместно с партией Прогрессивных демократов сформировала коалиционное правительство, и Ахерн стал самым молодым в истории Ирландии премьер-министром.
Несмотря на ряд омрачавших деятельность правительства коррупционных скандалов, Ахерн добился неплохих результатов в экономической области. Кроме того, он является активным участником мирных переговоров по Северной Ирландии.
В 2002 г. коалиция вновь выиграла парламентские выборы, и Ахерн сохранил свой пост. Следующие годы были омрачены тайной помощью правительства американским вооруженным силам в войне в Ираке, а также экономическим кризисом. В то же время, успехом для Ахерна стало председательство Ирландии в Европейском союзе в первой половине 2004 г., в ходе которого был согласован текст Конституции ЕС, а также произошло вступление в ЕС 10 новых стран.
Коалиция, в которую вошла также Партия зелёных, сформировала правительство после парламентских выборах 2007 г.; Ахерн стал первым премьер-министром Ирландии, избранным на третий срок подряд.
2 апреля 2008 г. на пресс-конференции Ахерн сообщил, что уйдёт в отставку с постов премьер-министра и лидера партии «Фианна Файл» 6 мая. 9 апреля Брайан Коуэн был избран новым лидером Фианна Файл начиная с 6 мая и утверждён на посту премьер-министра Ирландии парламентом 7 мая.
Дочь Ахерна — писательница Сесилия Ахерн. Вторая дочь — Джорджина, замужем за ирландским поп-певцом Никки Бирном.